# Jeroen Dumoulein
Jeroen Dumoulein (Kortrijk, 10 november 1979) is een Vlaams regisseur van televisieseries.
Hij studeerde af in 2001 aan het RITCS in Brussel als master in de audiovisuele kunsten, afstudeerrichting film- en tv-regie.
De Kortrijkzaan Dumoulein was regisseur van de series Wittekerke, Aspe, Zone Stad, LouisLouise, David, Ella,  Spitsbroers, Nieuw Texas, Gent-West, Familie, Nachtwacht van Studio 100 en Coppers van productiehuis Menuet.
Dumoulein is ook regisseur van meerdere kortfilms: "Saturday Night Fear" (uit 2001), "Up" (uit 2002), "Dag opa" uit 2005 en "De Vijver" uit 2014.
Op het Brussels International Festival of Fantastic Film 2015 was hij laureaat voor de Sabam Prize in de Belgian Short Film Competition met zijn film "De Vijver" (2014).
- Gemeinsame Normdatei: 141352906
- International Standard Name Identifier: 0000 0000 7851 4678
- Virtual International Authority File: 78796128
- WorldCat: E39PBJwHf3m3KrCpyxvFXFHKVC